# Billy Keikeya
Billy Keikeya est un personnage fictif de la série télévisée Battlestar Galactica, interprété par Paul Campbell.

## Description du personnage
Dans la télésuite, Keikeya assiste la secrétaire à l'éducation Laura Roslin pendant la cérémonie de mise en retraite du Galactica. La destruction des Douze Colonies de Kobol par les cylons arrive alors qu'il est en route avec elle pour Caprica. Laura Roslin se voit contrainte d'assurer le rôle de présidente des Douze Colonies de Kobol, étant donné que Richard Adar et tous les autres membres du gouvernement sont présumés morts. Billy Keikeya perd d'ailleurs une grande partie de sa famille, installée à Picon, à la suite de cette attaque. Roslin acceptant ses fonctions de présidente, elle fait de Keikeya son conseiller. 
Celui-ci reste toujours à ses côtés et lui sert même de confident. De ce fait, il est l'un des premiers informés du cancer de Roslin. Ses rapports avec elle sont très loyaux et francs. Pendant le coup d'État militaire mettant Roslin hors de ses fonctions de présidente et l'envoyant en prison, Keikeya travaille avec plusieurs membres de l'équipage du Galactica pour la faire sortir. Cependant, une fois celle-ci libérée, il refuse de s'évader avec elle sur Kobol, estimant que son acte va entraîner des divisions au sein de la flotte coloniale.
Le commandant William Adama fait appel à lui lors de son expédition sur Kobol afin de retrouver Laura Roslin et de regrouper toute la flotte, pensant qu'il est l'une des rares personnes que Roslin écouterait. À ce propos, il lui confie pendant le trajet que Roslin voit beaucoup de similarités entre lui et l'ancien président, Richard Adar, et qu'elle pense qu'il sera lui aussi président un jour, tout en lui conseillant de ne pas prendre ses remarques trop à cœur vu que Adar n'était selon lui qu'un imbécile.
Keikeya entretient également, et ce depuis le début de la première saison, une liaison avec l'officier de seconde classe Anastasia Dualla. Il lui fait même une demande en mariage, que celle-ci refuse sans donner d'explication claire. Peu de temps après, il en découvre la raison quand il la voit dans un bar du vaisseau spatial Cloud 9 en tête à tête avec le capitaine Lee Adama. La dispute est rapidement interrompue par une prise d'otages par un groupe de terroristes exigeant la mort du cylon se trouvant à bord du Galactica. Quand l'un des terroristes essaye de s'en prendre à Dualla, Keikeya, bien que ne s'étant jamais servi d'un pistolet auparavant et malgré les objections de celle-ci, tue le tireur mais reçoit en retour une balle mortelle.
Roslin avait confié à Adama qu'il était le dernier membre de sa « famille » avant que celui-ci ne soit tué.

## À noter
Paul Campbell a déclaré dans une interview que son personnage a été tué parce qu'il a refusé de s'engager pour un contrat de cinq ans. Il a également avoué dans ce même entretien qu'il aimerait beaucoup que son personnage soit de retour, changeant ainsi sa nature d'origine et faisant de lui non plus un humain mais un agent cylon dormant.